# ننشتتن
ننشتتن (به آلمانی: Neenstetten) یک شهر در آلمان است که در الب-دانو-کریس واقع شده‌است. ننشتتن ۸۰۶ نفر جمعیت دارد.